# Хандван
Хандван (лат. Handwanus, Andwanus) — легендарный правитель города на Западной Двине, называемого «Дюна» (лат. Duna, др.-сканд. Dyna — название Западной Двины), упоминаемый Саксоном Грамматиком в связи с войнами легендарных королей Дании — Хадинга и его сына Фроди I.

## Война с Хадингом
В первой книге Саксон называет Хандвана «королём Геллеспонта». Город Дюна был обнесён неприступными стенами, поэтому Хадинг прибегнул к хитрости: приказал опытным птицеловам наловить птиц, обитающих в жилищах горожан, и прикрепить к их перьям горящие фитили. Птицы полетели в свои гнёзда и зажгли дома, в итоге вспыхнувшего пожара, жители оставили ворота без защиты и бросились тушить дома. Хадинг внезапно напал на город и захватил в плен Хандвана, которому позволил выкупиться золотом.
В этом рассказе исследователи видят один из вариантов устного сюжета о взятии города при помощи горящих птиц, который несколько иначе (птиц наловили сами горожане в качестве мнимого откупа) изложен также в русских летописях, описывавших войну княгини Ольги против древлян.

## Война с Фроди I
Во второй книге Саксон рассказывает, как Фроди I, сын Хадинга, после побед на русскими вождями Транно, Веспасием и взятия Палтиски подступил к городу Андвана, который ранее был взят Хадингом (то есть Дюна). Король Андван, памятуя о былом поражении, приказал убрать из города все птичьи гнёзда. Однако Фроди придумал другую хитрость: он переоделся женщиной, проник в город и всё в нём разведал, а затем ночью, когда все спали, осторожно открыл ворота и впустил своё войско. Во время битвы, Андван, видя, что поражение неминуемо, приказал все богатства погрузить на корабли и затопить (в реке), дабы они не достались врагу. После победы Фроди попросил у Андвана дочь себе в жёны, и тот ответил согласием, чтобы избежать больших бедствий.
Вероятно, в данном рассказе изложен вариант распространённого фольклорного сюжета про героя-хитреца, добывающего невесту.

## Значение имени
Несмотря на различное написание имени (Handwanus и Andwanus) в обоих рассказах, вероятно, речь идёт об одном и том же легендарном персонаже. В «Германской мифологии» Рюдберга Хандван соотносится с карликом Андвари. По другой версии, озвученной доктором исторических наук Юрисом Уртансом (Латвия), имя означает «хозяин Дуана» или «хозяин Двины».